# RADIO 4Gamer Tap(仮)
『RADIO 4Gamer Tap(仮)』（レディオ フォーゲーマー タップ かっこかり）は、2015年1月9日から配信されているゲーム情報サイト「4Gamer.net」の動画付きラジオ番組。
配信開始当初は、超!A&G+で隔週金曜日の21:30 - 22:30に配信されていたが、2015年4月8日より配信時間が隔週火曜日22:00 - 23:00に移動となった。これにより、2008年7月22日から2010年3月30日まで火曜日22時台に配信されていた『ハンゲーム presents 超!Online Station』終了以来約5年ぶりに、ゲームを主体とした番組が同枠で復活する事となった。2025年3月をもって超!A&G+のサービス終了に伴い、2025年4月2日より本配信をQloveR「超！A&G+チャンネル」に移行した。

## 配信時間
本配信
- QloveR「超！A&G+チャンネル」
  - 2024年4月2日 - ：隔週火曜日 22:00 - 23:00
    - 2025年3月までは超!A&G+との同時生配信。
- 超!A&G+
  - 2015年1月9日 - 2015年4月3日：隔週金曜日 21:30 - 22:30（リピート配信：月曜日 9:30 - 10:30、翌週金曜日 21:30 - 22:30）
  - 2015年4月7日 - 2025年3月25日：隔週火曜日[2] 22:00 - 23:00（リピート配信：水曜日 10:00 - 11:00、翌週火曜日 22:00 - 23:00）

同時生配信
- YouTube Live（2020年10月10日から2020年11月3日は同時生配信を休止[3][4]）
- ニコニコ生放送（2015年7月まで[5]）
- LINE LIVE（2017年10月10日から2020年11月3日まで[3][4]）

## パーソナリティ
マフィア梶田
4Gamer.netライター
『杉田智和のアニゲラ!ディドゥーーン』では、第100回までSP田中名義を使用していた。
前身番組にあたる『RADIO 4Gamer』ではメインアシスタントとして出演していた。
原嶋あかり
声優。出演当時はフリー、現在は東京俳優生活協同組合所属。番組開始当初はメインパーソナリティである梶田は固定であり、そのほかに月ごとに変わるマンスリーアシスタントが出演する予定であり、原嶋は2015年1月度のマンスリーアシスタントとして出演していたが、リスナーからのアシスタント継続希望の声を受け、第2回配信で正式なアシスタントとして2月以降も出演することが発表された。
第7回を以て岡本と交代する形で番組を卒業した。
岡本信彦
声優。ラクーンドッグ所属・代表取締役。前身番組にあたる『RADIO 4Gamer』のメインパーソナリティ。
当初はスケジュールの都合で降板していたが、第7回終盤でゲストとして登場、第8回より原嶋と交代する形で番組に復帰する事を発表した。

## コーナー
Message 4Gamer
リスナーから寄せられたふつおたを紹介する。
Playing 4Gamer
毎回1つのゲームを実際にプレイしながら紹介する。
NEWS 4Gamer
4Gamer.netからの最新ニュースを紹介する。
おまけ 4Gamer
ニコニコチャンネル「4Gamerちゃんねる」で配信されている動画。
「マフィア梶田の二次元が来い！」からでも視聴可能。

## 関連番組
- RADIO 4Gamer - この番組の前身にあたる番組。岡本信彦がメインパーソナリティーで、マフィア梶田がアシスタントであった。
- 岡本信彦のアナログゲームを教えてあげる☆ - 岡本信彦が単独で担当していたアナログゲーム紹介番組。元々スケジュール都合で『Tap(仮)』に出演できない間の穴埋めとして企画された期間限定の番組だったらしく、予定通り1クールで終了して当番組に合流した。
- ハンゲーム presents 超!Online Station - この番組が始まる以前に火曜日22時台にアイシンされていたゲーム番組。ハンゲームが提供スポンサーであった。
- 高橋美佳子の の〜ぷらんでいこう♪ - この番組が配信される前週まで配信されていた番組。